# Sojusz (Islandia)
Sojusz (isl. Samfylkingin) – islandzka partia polityczna o programie socjaldemokratycznym, w latach 2009–2013 w koalicji rządowej z Ruchem Zieloni-Lewica. Partia powstała w przed wyborami parlamentarnymi w 1999 jako koalicja wyborcza czterech istniejących wówczas partii lewicowych: Partii Socjaldemokratycznej, (Alþýðuflokkurinn), Związku Ludowego (Alþýðubandalagið), Listy Kobiet (Samtök um kvennalista) oraz Ruchu Ludowego (Þjóðvaki). Formalnie utworzyły one jedną partię w maju 2000. Jednak część członków wymienionych partii utworzyła niezależną partię o programie ekosocjalistycznym, Ruch Zieloni-Lewica (Vinstrihreyfingin - grænt framboð).
W marcu 2009 do Sojuszu przyłączyła się partia Ruch Islandzki - Żywa Ziemia. Sojusz ma status obserwatora Partii Europejskich Socjalistów.

## Liderzy partii
- Margrét Frímannsdóttir (1999–2000)
- Össur Skarphéðinsson (2000–2005)
- Ingibjörg Sólrún Gísladóttir (2005–2009)
- Jóhanna Sigurðardóttir (2009–2013)
- Árni Páll Árnason (2013–2016)
- Oddný G. Harðardóttir (2016–2016)[5]
- Logi Már Einarsson (2016–2022)[6]
- Kristrún Frostadóttir (2022–nadal)[7]

## Wyniki wyborów
| Wybory | Liczba głosów | % głosów | +/–%  | Liczba mandatów | +/– |
| ------ | ------------- | -------- | ----- | --------------- | --- |
| 1999   | 44 378        | 26,8     | .     | 17              | .   |
| 2003   | 56 700        | 31,0     | +4,2  | 20              | +3  |
| 2007   | 48 742        | 26,8     | –2,4  | 18              | –2  |
| 2009   | 55 758        | 29,8     | +3,0  | 20              | +2  |
| 2013   | 24 292        | 12,9     | –16,9 | 9               | –11 |
| 2016   | 10 893        | 5,7      | –7,2  | 3               | –6  |
| 2017   | 23 654        | 12,1     | +5,4  | 7               | +4  |
| 2021   | 19 825        | 9,9      | -2,2  | 6               | -1  |
| 2024   | 44,091        | 20,8     | +10,9 | 15              | +9  |